# Dette de sommeil
 Mise en garde médicale
La dette de sommeil est un terme qui conceptualise l'effet cumulé du manque de sommeil. 

## Description
La dette de sommeil est évaluée par la différence entre temps de sommeil idéal et temps de sommeil en semaine : si cette différence est supérieure à 60 minutes, on parle de « dette de sommeil » ; si elle est supérieure à 90 minutes, de « dette de sommeil sévère ».
La dette de sommeil serait égale au manque de sommeil cumulé sur les 6 à 14 derniers jours d'un individu[réf. souhaitée]. Au-delà le corps semblerait ne pas tenir compte du manque de sommeil[réf. souhaitée].

## Symptômes

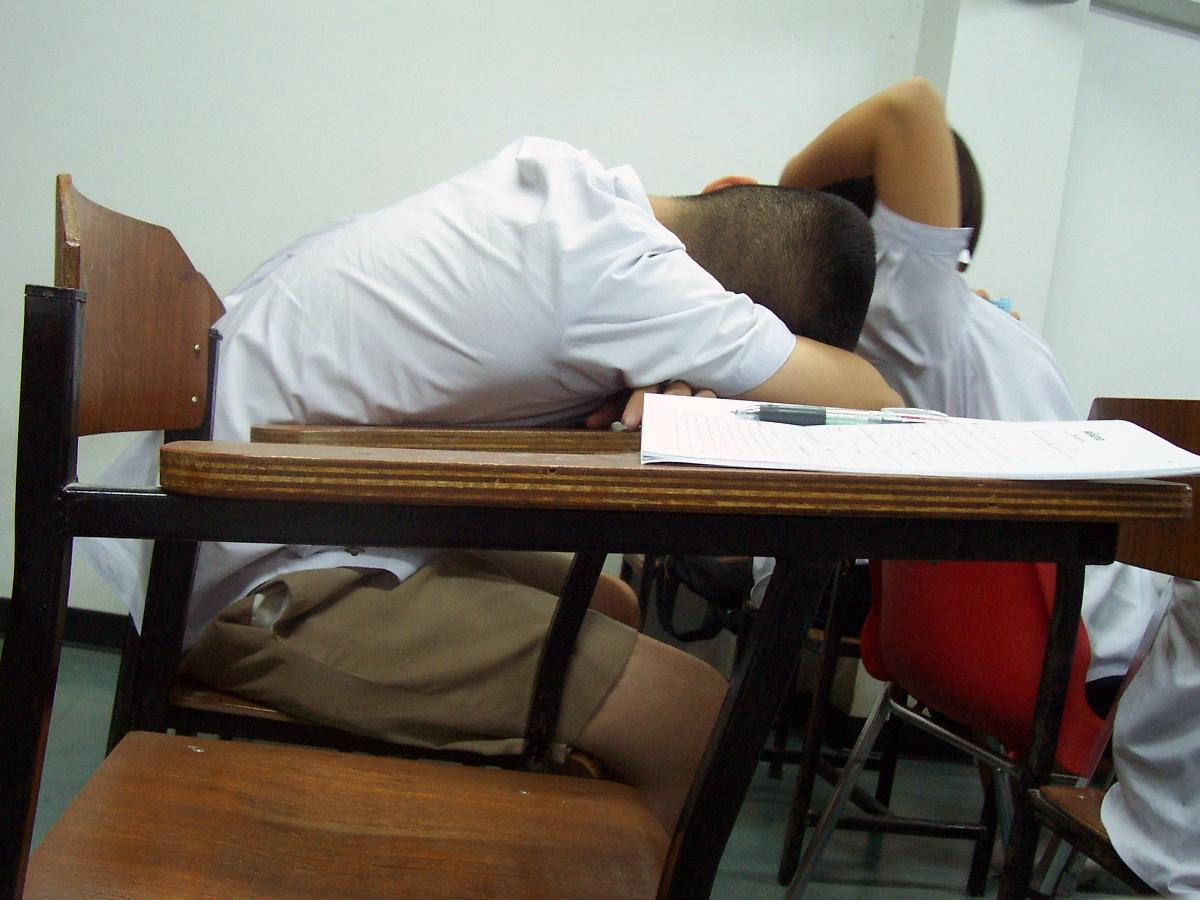
Un adolescent qui s’endort sur sa table de travail.

Une grande dette de sommeil, par exemple, suggère qu'une personne est mentalement et physiquement fatiguée à cause d'un sommeil insuffisant.
La dette de sommeil est une des principales causes d'accidents de la route, plusieurs sources indiquant qu'environ 20 % des accidents de la route liés à la somnolence.

## Confusion avec restriction de sommeil
La restriction de sommeil est quant à elle la différence entre le temps de sommeil total en repos/24 h et le temps de sommeil total en semaine/24 h. Elle est évaluée par la différence entre temps de sommeil le week-end et en semaine : on[Qui ?] parle de restriction moyenne si l’écart est situé entre 61 et 120 minutes, de restriction sévère s’il est de 2 heures ou plus.